# Антинеутрино
Антинеутрино е античастица, съответстваща на материалното неутрино. Образуват се при процеса на ядрен бета разпад, при който неутрони се превръщат в протони. Антинеутриното е електрически неутрално, има спин ½ и е част от групата на лептоните. Подобно на неутриното, то взаимодейства с останалите частици само чрез гравитационни и слаби сили, което го прави трудно за експериментално наблюдение.